# HMS Valen (1955)
Pour les autres navires du même nom, voir HMS Valen.
Le HMS Valen (en suédois, « baleine ») est le troisième sous-marin de classe Hajen de la marine royale suédoise.

## Carrière
Le navire a été commandé en 1949 au chantier naval de Karlskronavarvet à Karlskrona et sa quille a été posée en 1953. Le navire a été lancé le 21 avril 1955 et a été mis en service le 4 mars 1957. Le HMS Valen était le seul de la série à être construit et équipé au chantier naval de Karlskrona (ÖVK). La coque du sous-marin HMS Illern a été construite à Karlskrona puis remorquée chez Kockums pour l’équipement, et les cinq autres ont été construites par Kockums à Malmö.
Après des modifications au début des années 1970, le navire a été désarmé le 1er juillet 1980 et vendu en 1984 à l’Allemagne de l'Ouest pour des essais statiques.

## Galerie

HMS Valen
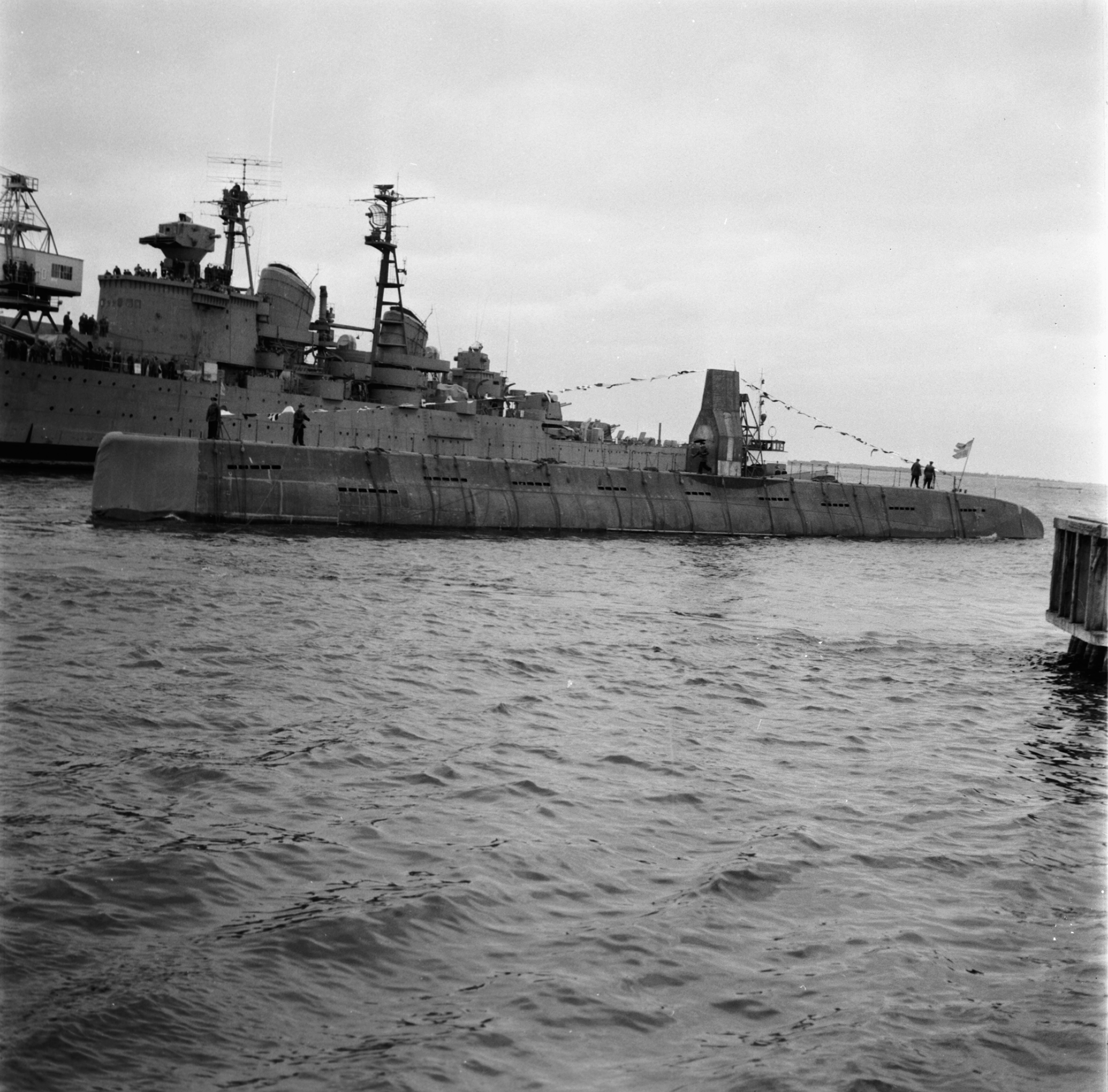
Le HMS Valen le 21 avril 1955
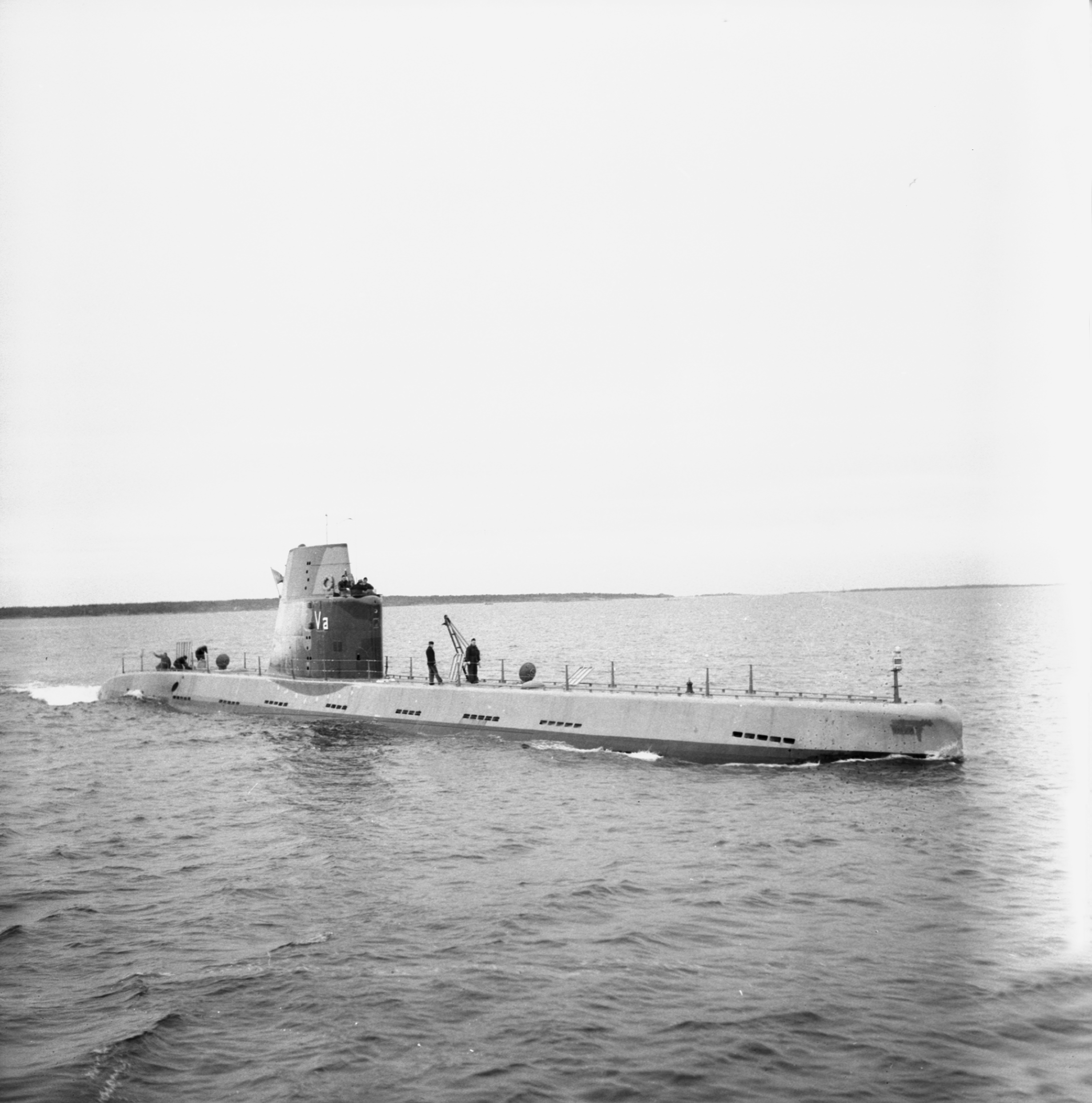
Le HMS Valen en 1956
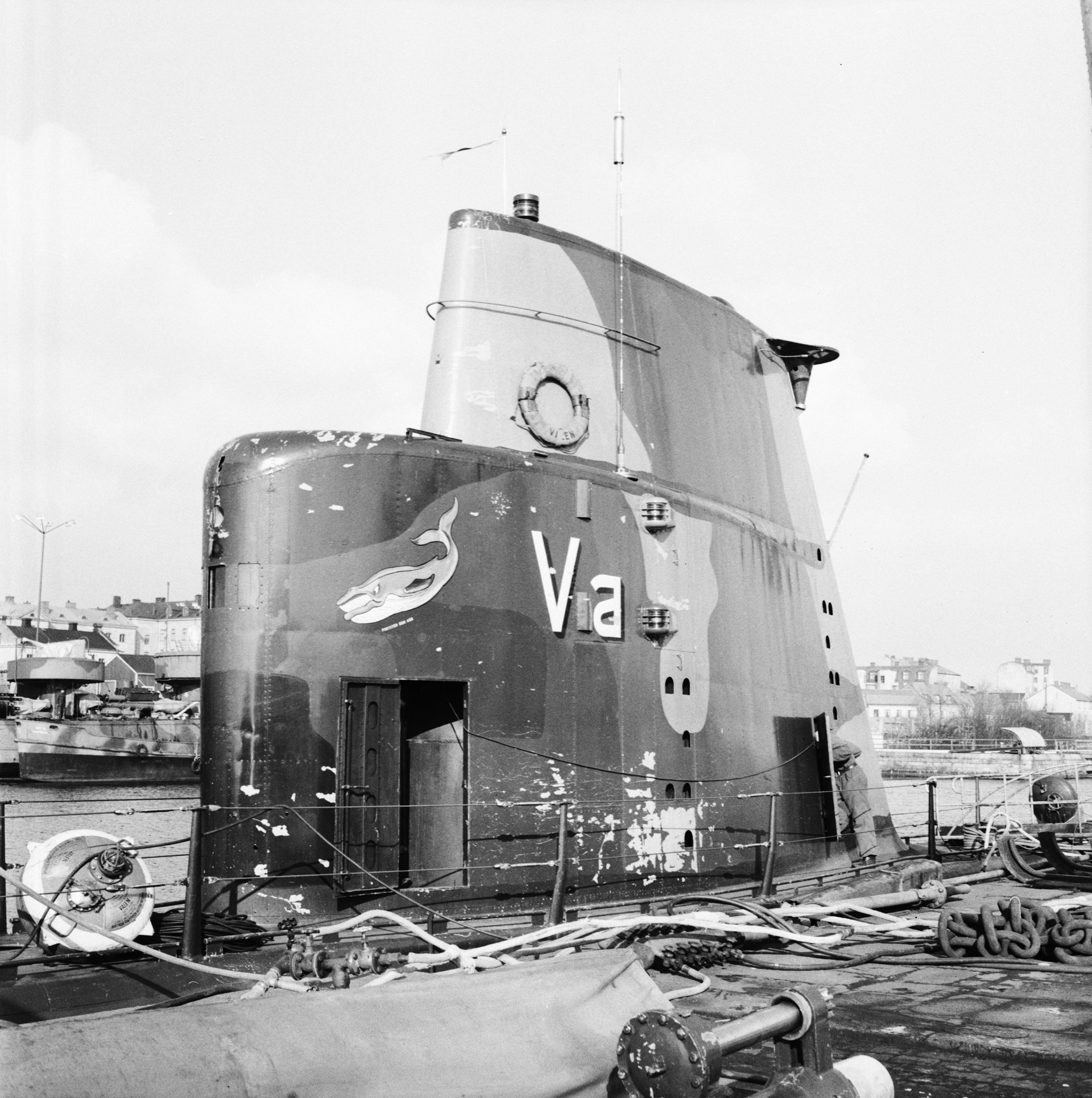
Le HMS Valen le 27 février 1957
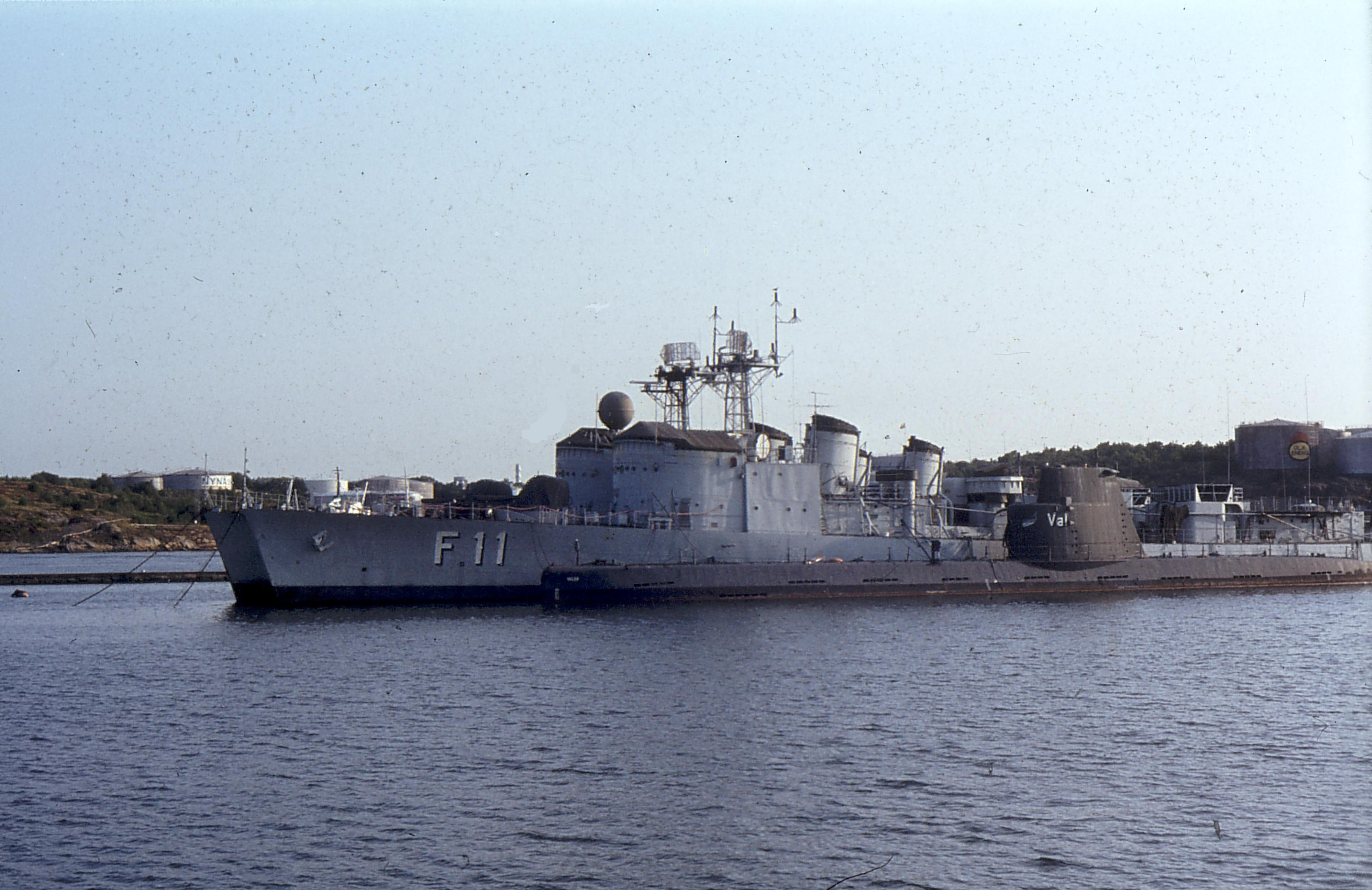
Le HMS Valen désarmé et amarré avec les frégates HMS Visby (F11) et HMS Sundsvall (F12) à Nya Varvet à Göteborg à l’été 1982.